# نادي اتحاد بيتام
اتحاد بيتام الرياضي هو نادي كرة قدم غابوني قائم في بيتام، الغابون.

## الإنجازات
- بطولة الغابون الوطنية: 3

2003, 2010, 2013.
- كأس الغابون: 3

1999, 2003, 2010.

## المشاركات في البطولات الأفريقية
- دوري أبطال أفريقيا: 3 مشاركات

2004 - الدور الأول
2011 - الدور الأول
2014 - الدور التمهيدي
- كأس أفريقيا للأندية أبطال الكؤوس: 1 مشاركة وحيدة

2000 - الدور الأول